# Estação de Invalides
A Estação de Invalides é uma estação ferroviária francesa da linha de Invalides localizada no 7.º arrondissement de Paris. Aberta em 15 de abril de 1900 pela Compagnie des chemins de fer de l'Ouest, é hoje uma estação da Société nationale des chemins de fer français (SNCF) servida pelos trens da linha C do RER.

## Localização ferroviária
A estação de Invalides está situada ao norte do 7.º arrondissement de Paris, na margem esquerda do Sena. Localizada a 28,0 m de altitude, ela se situa no ponto quilométrico (PK) 0,181 da linha de Invalides. 

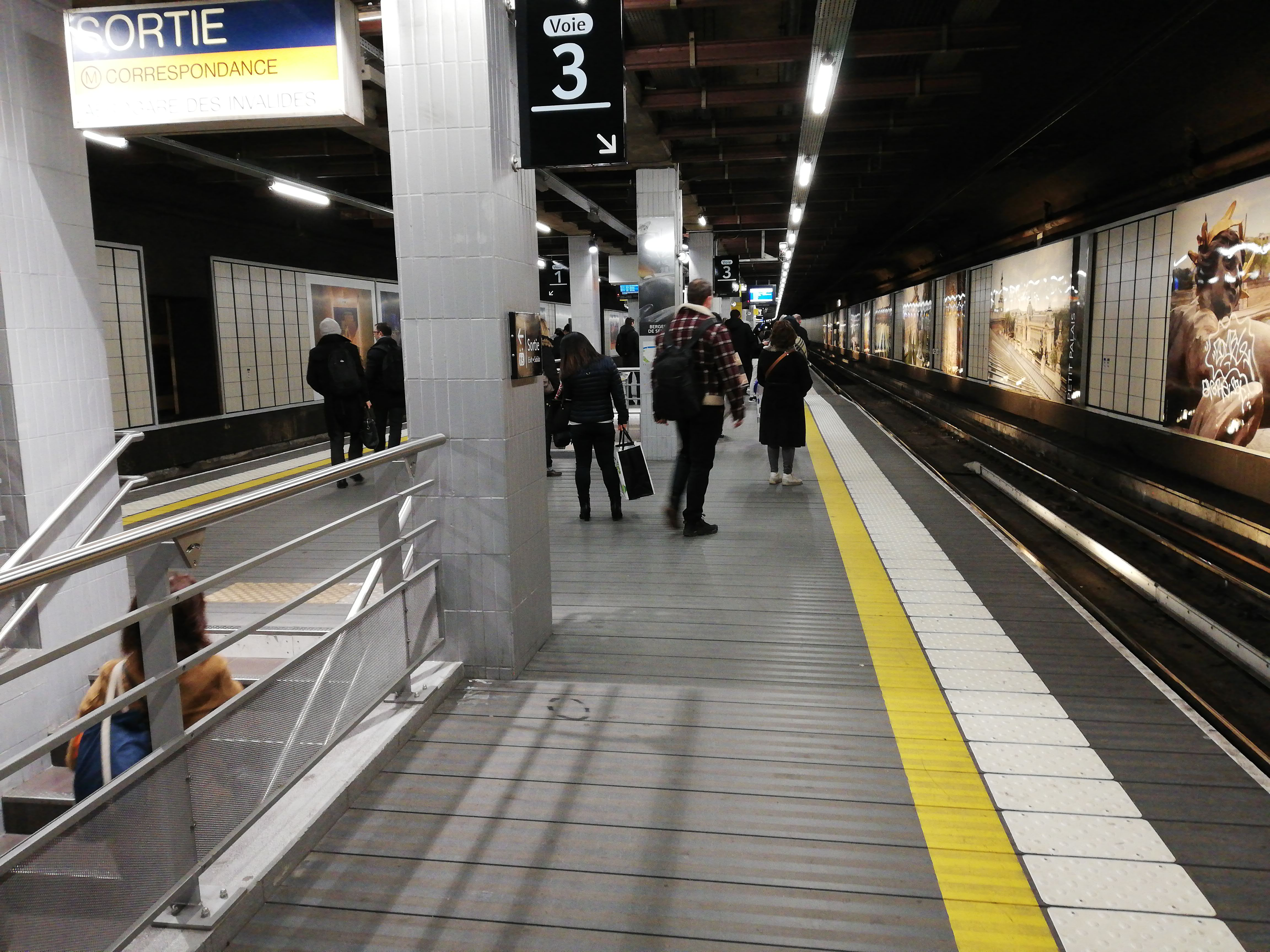
Uma das duas plataformas da estação, em 2018.

## História

### A antiga estação
Um decreto em data de 5 de julho de 1893 autorizou a Compagnie de l'Ouest a estender aos Invalides a linha que liga a petite ceinture, ao nível do lugar chamado Le Point du Jour, e a estação do Champ-de-Mars. Em 14 de junho de 1897, a estação foi declarada de utilidade pública. Mas desta vez e ao contrário da precedente, a linha ferroviária não é construída ao nível do passeio, mas numa trincheira.
Para a Exposição Universal de 1900, a Compagnie de l'Ouest desejou estender a linha até Versalhes que não foi alcançada até 1902 (a linha foi aberta oficialmente em 31 de maio); no entanto um serviço de ligação fez a junção entre o Champ-de-Mars e os Invalides no tempo da exposição. O edifício atual foi então construído de acordo com os planos do arquiteto Juste Lisch e assumiu a aparência de uma orangerie. O primeiro projeto era criar em torno das docas duas alas simétricas localizadas em ambos os lados da Esplanade des Invalides, dando a ilusão de que o hotel de mesmo nome estava emoldurado pela estação; o Conselho Municipal de Paris se opôs a ela portanto, e o projeto selecionado é mais discreto, no ângulo Leste da esplanada.. A estação contava quinze vias sem saída
Até 1935, a estação assegurava serviço das linhas para Granville, Brest ou Angers, até que a maior parte do tráfego foi redirecionada para a Gare Montparnasse após o seu redesenvolvimento e a facilidade desta última para acomodar locomotivas a vapor. A partir desta data, ela se tornou uma estação de trens suburbanos servindo Versalhes e Meudon e comportava apenas cinco vias. As vias desmobilizadas foram usadas durante a Exposição Especializada de 1937. Ela continuou em seguida a ser um simples terminal da linha indo para Versalhes.

### A estação atual
Em 1948, o edifício de passageiros foi transformado em um terminal de ônibus aeroportuário com destino a Orly.
Em 1979, ela foi ligada pelo túnel Invalides - Orsay, de aproximadamente 1 100 metros, à antiga estação de Orsay, e se tornou uma simples estação da Transversale Rive Gauche (que se tornou a linha C do RER em 1980); ela também está em correspondência com a linha 13 do Metrô , além da linha 8 que já existia.
Em 2016, segundo estimativas da SNCF, a frequência anual da estação é de 11 280 600 passageiros, como em 2015 e em 2014.

## Serviços aos passageiros

### Entrada

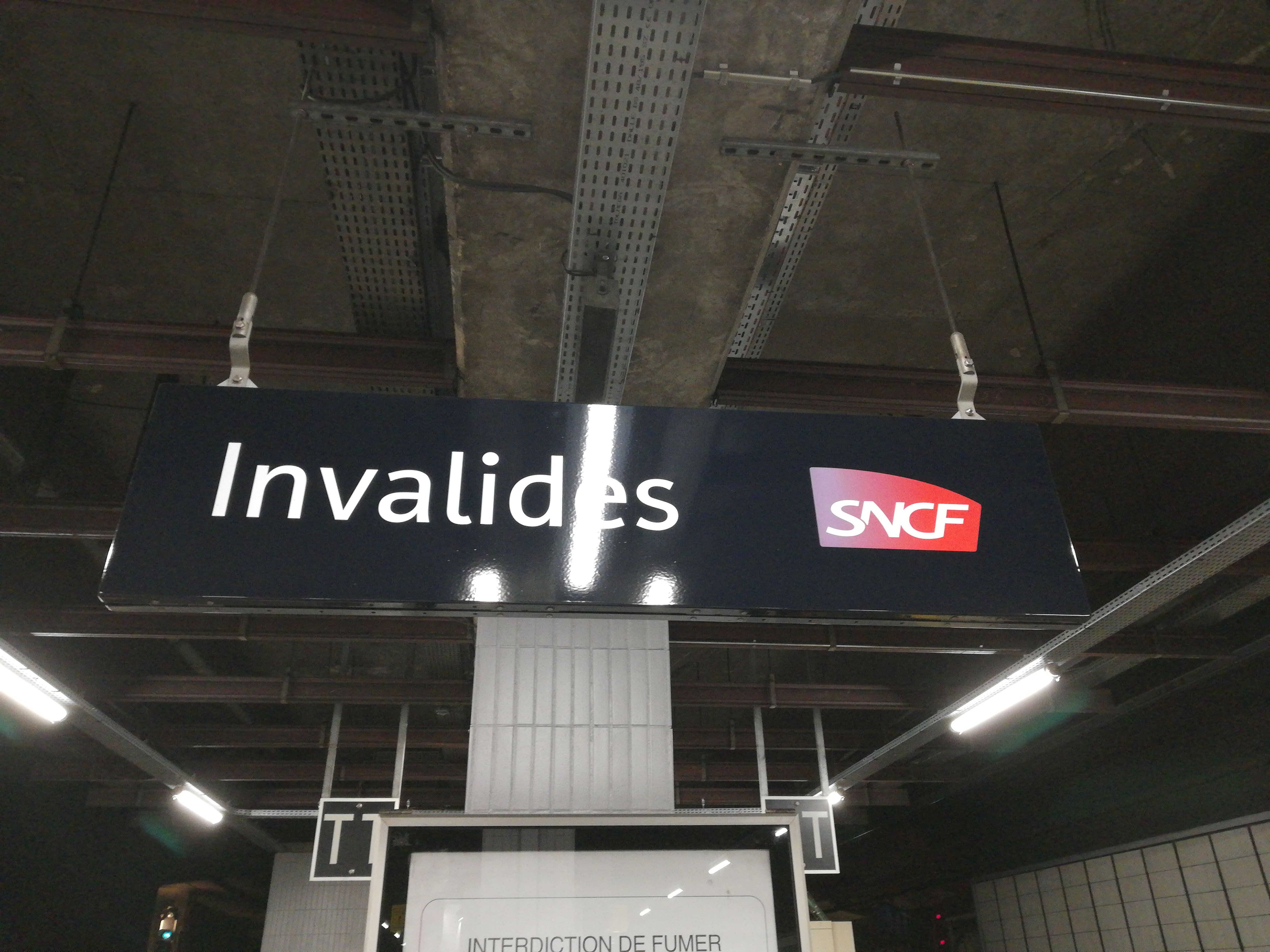
Placa de identificação da estação.

A estação dispõe de uma sala de troca. Os guichês Transilien e os autômatos Transilien estão disponíveis.

### Ligação
Ela é servida por todos os trens da linha C do RER e serve de terminal para os trens LARA e LURA.

### Intermodalidade
A estação oferece uma conexão com as linhas 8 e 13 do metrô na estação Invalides, com as quais ela está conectada por um corredor equipado com uma esteira rolante.
Ela também é servida pelas linhas 28, 63, 69, 83 e 93 da rede de ônibus RATP às quais se juntam a linha de vocação turística OpenTour. Além disso, à noite, é servida pelas linhas N01 e N02 da rede de ônibus Noctilien.

## Restaurante
Em 1949, Turenne Rousseau criou o restaurante Chez Françoise, localizado no terminal. Ele foi inicialmente destinado à clientela rica que esperava o ônibus antes de entrar no Aeroporto de Orly. Desde então, se tornou um local popular dos deputados, uma vez que a Assembleia Nacional não está longe.

## Galeria de fotografias

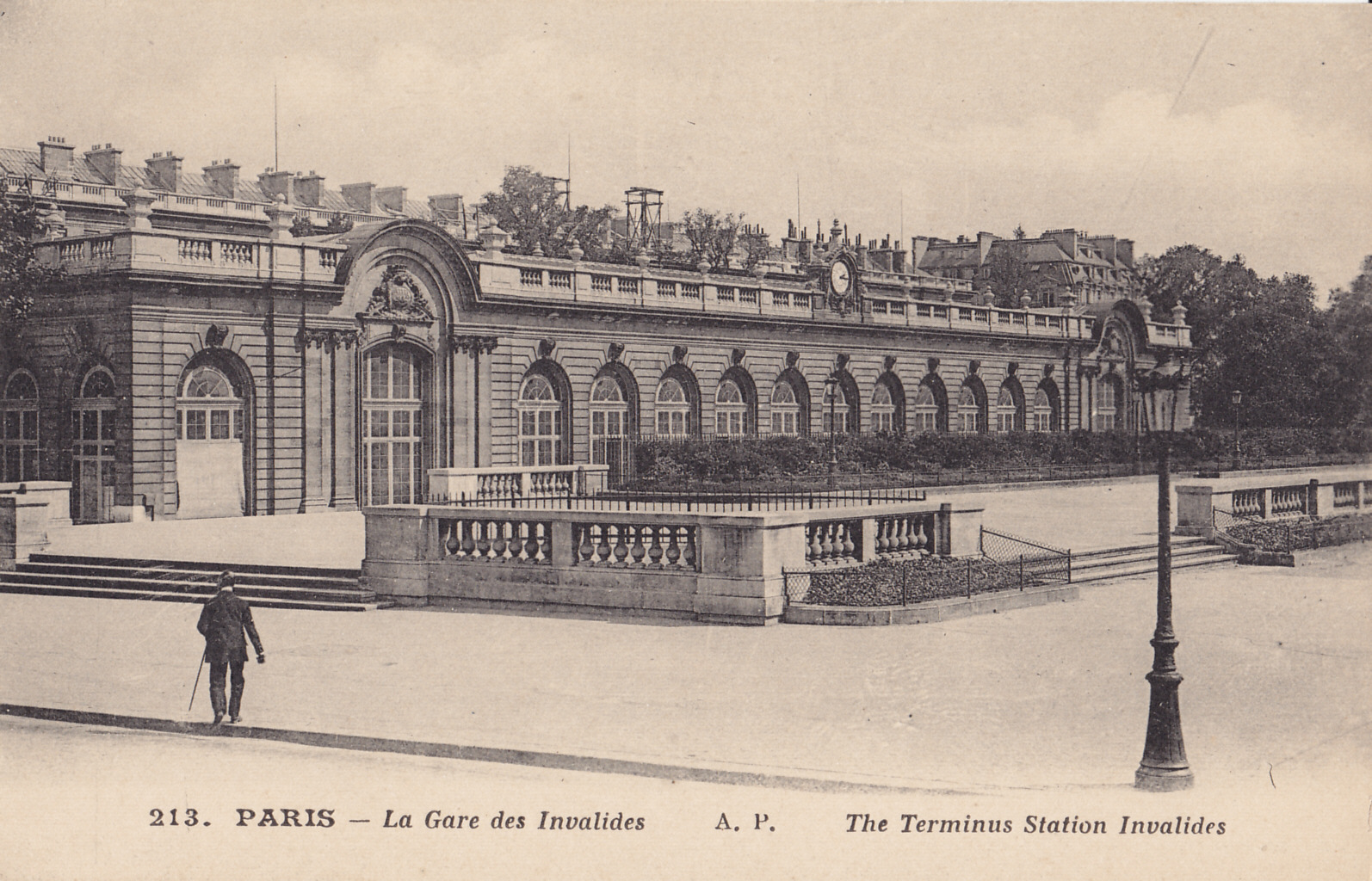
A estação concebida por Juste Lisch, construída em 1902.
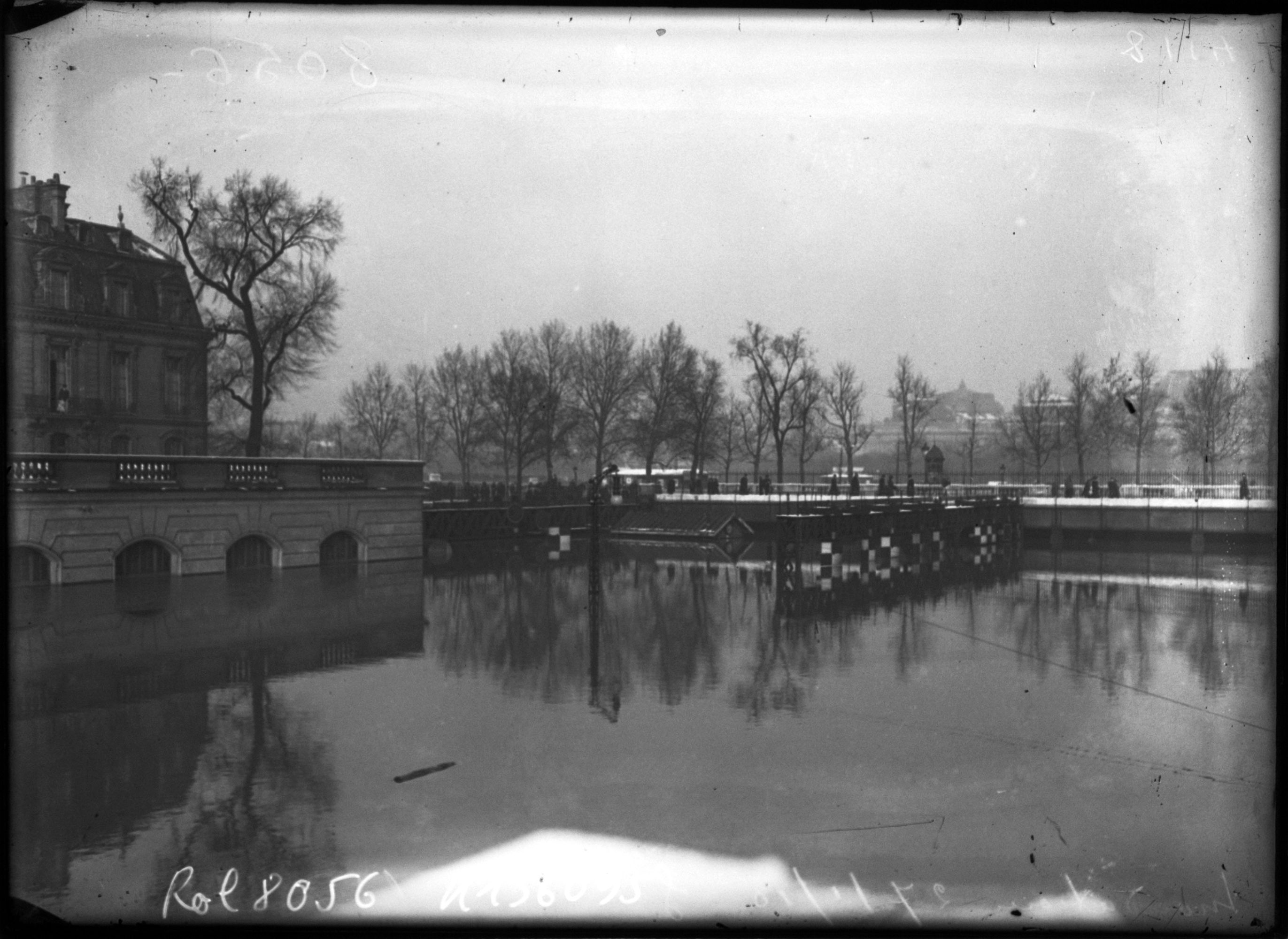
Inundação do rio Sena de 1910.
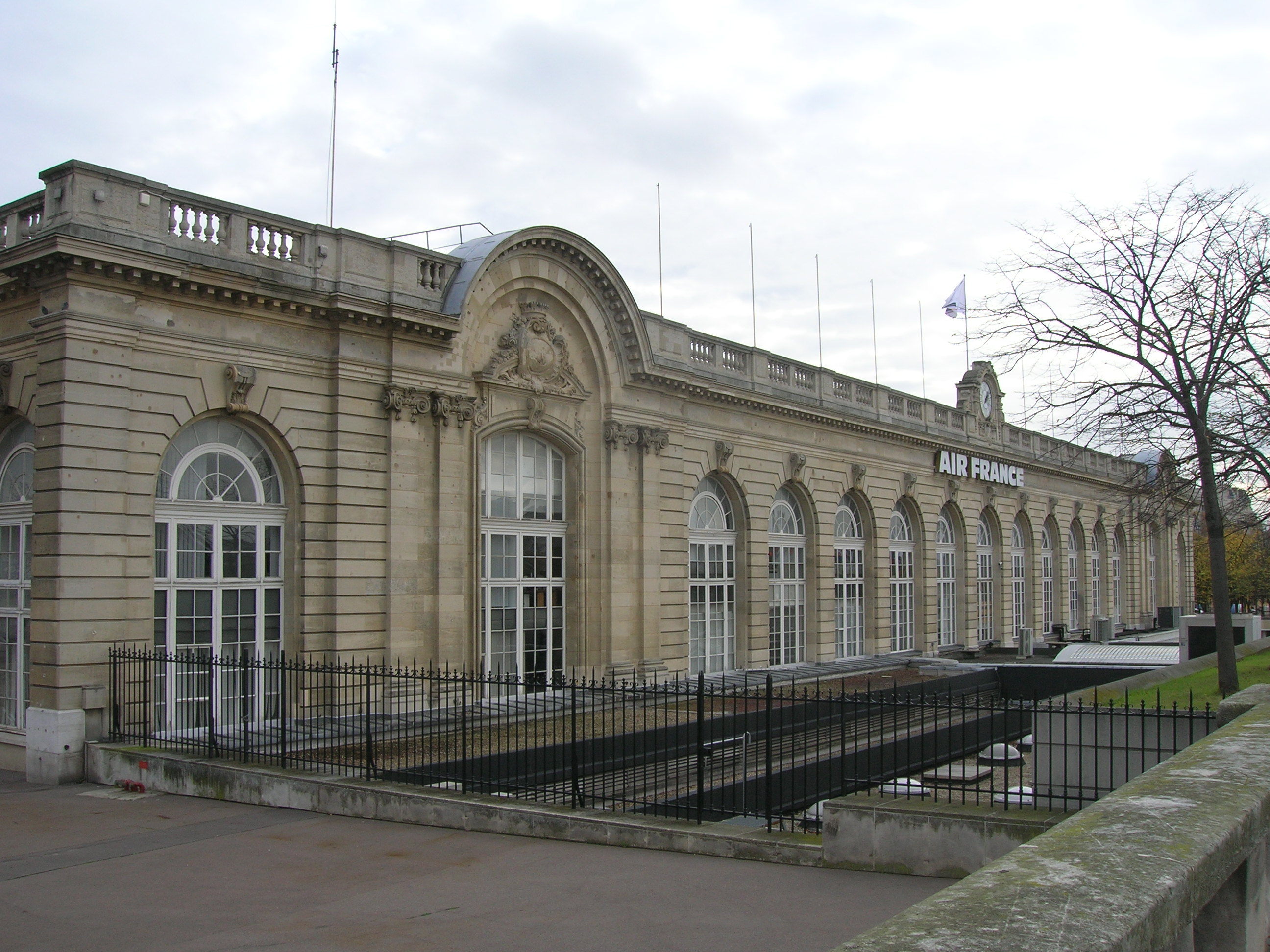
Estação e terminal, em novembro de 2006.
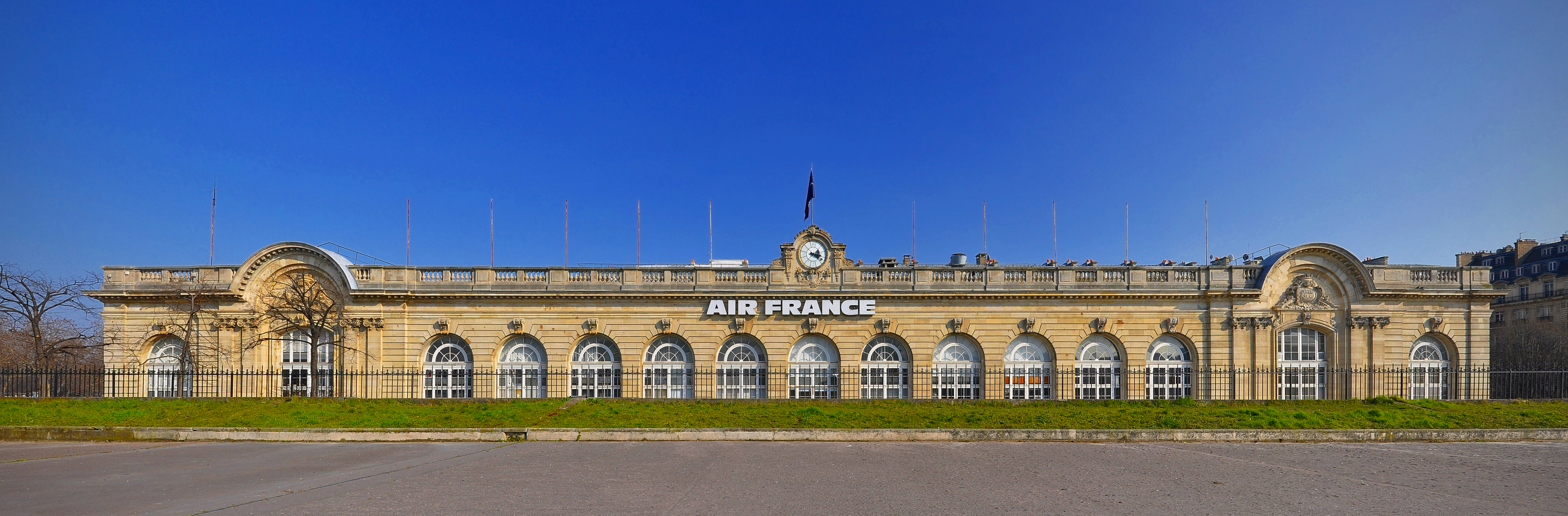
Edifício da estação Invalides servindo de terminal da Air France, em março de 2013.